# Aeroporto Internazionale di Nauru
L'Aeroporto Internazionale di Nauru, in inglese Nauru International Airport, in nauruano Reikoariata Republik Naoero (IATA: INU, ICAO: ANYN) è l'unico aeroporto dell'omonima repubblica isolana.
Costruito durante la seconda guerra mondiale nella zona meridionale dell'isola, a ridosso dell'Oceano Pacifico, costituisce un'infrastruttura di trasporto di vitale importanza per la sperduta isoletta di Nauru, che non essendo dotata di porti marittimi con fondale profondo (le navi di grande tonnellaggio devono ormeggiarsi al largo), dipende in massima parte dal trasporto aereo per i collegamenti con l'estero e i rifornimenti di generi di prima necessità.
L'isolamento dello scalo è notevole anche rispetto alle principali rotte aeree commerciali: la locale compagnia aerea di bandiera Nauru Airlines è l'unica a operarvi regolarmente.

## Storia

### Occupazione giapponese

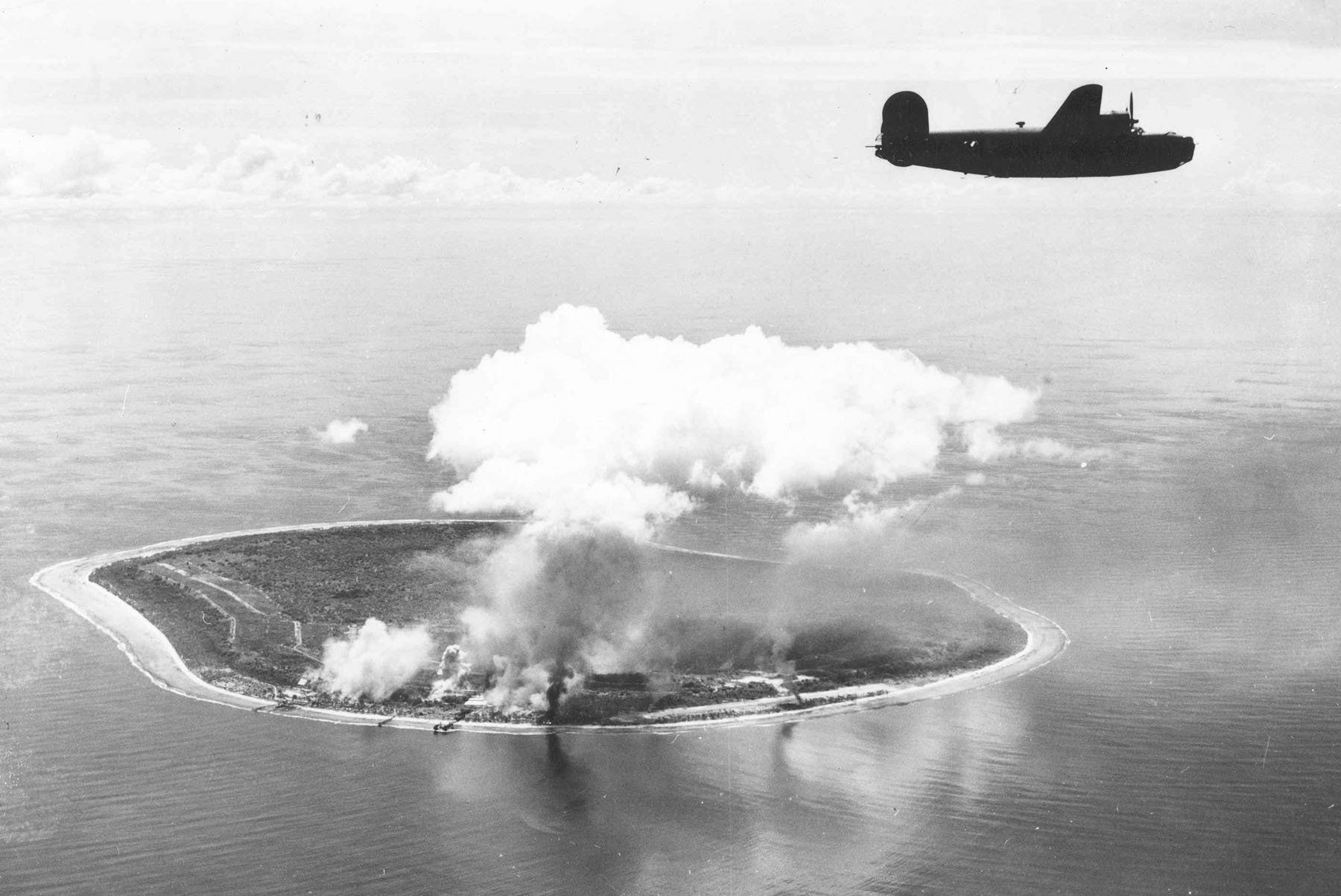
Attacco aereo statunitense su Nauru nel 1943. Si notano il porto di Aiwo e l'aviosuperficie sotto bombardamento

Durante la seconda guerra mondiale, l'esercito giapponese occupò Nauru a partire da agosto 1942 allo scopo di trasformare l'isola in un avamposto militare fortificato dotato di tre aviosuperfici, una a Meneng, un'altra a Anabar e la principale tra i distretti di Boe e Yaren. Solo quest'ultima sarà realizzata. Queste opere si inscrivevano nel quadro del consolidamento della presenza giapponese nelle isole Gilbert, per meglio contrastare un'eventuale offensiva americana nella zona.
Per svolgere il più rapidamente possibile questi lavori, nel novembre 1942 giunse sull'isola un contingente di 700 lavoratori giapponesi e coreani, ai quali si aggiunsero 300 nauruani messi ai lavori forzati. Le popolazioni residenti nella zona prescelta per costruire l'aviosuperficie furono trasferite a forza nei distretti di Nibok, Uaboe, Anetan e Ewa, nella zona nord-ovest di Nauru. Si provvide a disboscare e dissodare il terreno prescelto, anche con l'ausilio di cariche di dinamite. per livellarne le asperità. Nei primi mesi, tutti i nauruani di età compresa fra i 10 e i 45 anni dovettero partecipare al cantiere. L'unico compenso per il loro lavoro erano delle magre razioni di riso. A metà gennaio 1943 i lavori furono accelerati. con l'invio sull'isola di ulteriori 700 operai giapponesi. Il 25 gennaio l'aeroporto era pronto. Una nave giapponese portò a Nauru tecnici, piloti e pezzi di ricambio per aerei. Il 26 gennaio il primo bombardiere atterrò sull'isola, seguito da altri dodici l'indomani. Queste manovre andavano a minacciare le rotte navali tra Australia e Stati Uniti d'America, e la risposta di questi ultimi fu rapida: il 21 febbraio, l'aviazione americana attaccò Nauru. L'aeroporto fu fortemente danneggiato e quindici aerei giapponesi andarono distrutti. Il 20 aprile un gruppo di 22 bombardieri B-24 USAAF decollati da Funafuti riuscirono a loro volta ad attaccare l'isola, sebbene il sistema di difesa antiaerea fosse attivo, danneggiando ulteriormente la pista e le vicine miniere di fosfato.

### Protettorato australiano
Nel dopoguerra l'isola di Nauru passò sotto la giurisdizione del governo australiano, che decise di riparare e mantenere attivo l'aeroporto, destinandolo all'aviazione civile. Nel 1952 furono espropriati alcuni terreni circostanti l'aeroporto nei distretti di Boe e Yaren, per ampliare l'aviosuperficie e metterla a norma delle disposizioni internazionali vigenti. L'operazione fu osteggiata dagli abitanti della zona prescelta, che non volevano rinunciare a quelle preziose terre, fertili e coltivabili, oltreché densamente abitate. Essi posero l'attenzione sullo scarsissimo traffico che interessava la struttura, che a loro dire non giustificava un'ulteriore estensione, e anzi proposero di chiuderlo e ricostruirlo altrove. Rifiutarono pertanto l'indennizzo proposto dalle autorità, che pure ammontava al doppio del valore commerciale degli appezzamenti. Tale denaro fu dunque trasferito in un fondo di investimento. La missione dell'ONU che visitò l'isola nel 1956 affermò che l'ampliamento dell'aeroporto era di vitale importanza per Nauru, e propose al governo australiano di aumentare l'entità dell'indennizzo. Tale proposta tuttavia cadde nel vuoto.
L'ipotesi di trasferimento dell'aeroporto si ripropose nel 1965, allorché si incominciò a studiare un sistema per riqualificare la zona centrale dell'isola, le cui miniere di fosfato si sarebbero prima o poi esaurite; tra le soluzioni ipotizzate, vi era appunto anche quella della riedificazione dell'aerodromo. L'idea fu ripresa nel 1969, un anno dopo l'indipendenza dell'isola, ma i tre ex dominatori (Australia, Nuova Zelanda e Regno Unito) rifiutarono di partecipare al finanziamento del progetto, che fu quindi abbandonato.

### Indipendenza

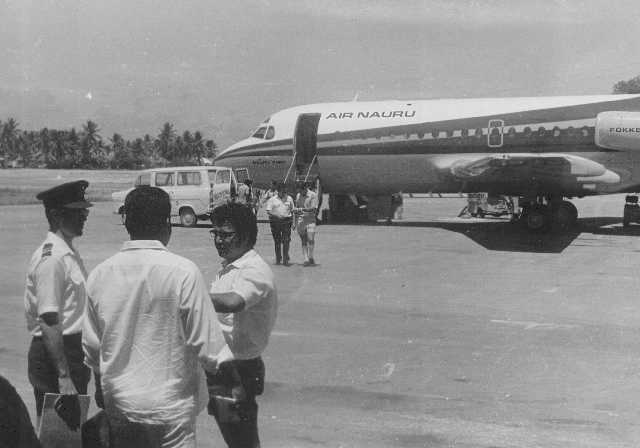
Un aereo dell'Air Nauru all'aeroporto nel 1972, poco dopo l'istituzione della compagnia

Nel 1972 il governo di Nauru fondò la propria compagnia aerea di bandiera, battezzata Air Nauru. Le sorti dell'aeroporto furono da allora strettamente legate a quelle della compagnia.
Il piccolo stato isolano, che in quel tempo grazie ai proventi dell'esportazione di fosfato vantava un PIL pro capite tra i più alti al mondo, investì massicciamente nel trasporto aereo, con l'obiettivo di rendere lo scalo nazionale un hub di riferimento per l'aviazione civile nel Pacifico centrale. A tal scopo la pista e l'aerostazione furono ammodernate e dotate di moderni sistemi di aiuto alla navigazione.
Oltre alle principali destinazioni del Pacifico centrale, il network di Air Nauru copriva inizialmente la Nuova Zelanda, le Hawaii, Guam, le Filippine e il Giappone. I prezzi praticati erano alquanto contenuti; tuttavia la frequentazione della media dei voli era molto bassa, anche perché la compagnia non aveva investito all'estero per pubblicizzare i propri servizi: i passeggeri erano perlopiù dipendenti della Nauru Phosphate Corporation.
Verso il 1993 Air Nauru (complice l'insorgenza delle prime difficoltà economiche) vendette o affittò parte della sua flotta e ridusse il suo network di destinazioni: abbandonate le ambizioni di essere una compagnia di rilievo internazionale, si concentrò sui servizi a beneficio diretto dell'isola, servendo solo gli aeroporti più vicini e in particolare l'Australia.
Ai primi del XXI secolo la cattiva gestione della compagnia, sommatasi alla crisi economica che colpì Nauru in seguito al progressivo esaurimento delle miniere di fosfato, costrinse a ridurre drasticamente le attività di trasporto aereo sull'isola. Nel 2005 la compagnia dovette vendere l'ultimo aereo in suo possesso e interruppe le operazioni, lasciando l'aeroporto privo di voli di linea: per oltre un anno Nauru venne così servita solo da traffico privato e da alcuni voli speciali a carattere irregolare.
A fine 2006, grazie ad alcune sovvenzioni del governo di Taiwan (che la repubblica isolana riconosce come indipendente), Air Nauru si riorganizzò, mutò nome in Our Airline e riuscì ad acquistare un Boeing 737, col quale ricominciò a operare collegamenti regolari con l'Australia e altre destinazioni dell'Oceania.

## Localizzazione

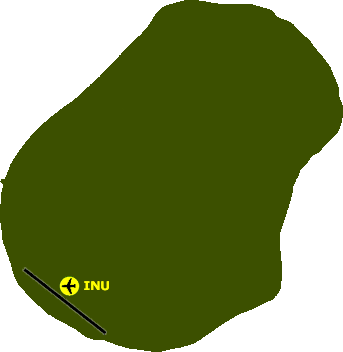
Silhouette dell'isola di Nauru con in evidenza la posizione dell'aeroporto.

L'aeroporto di Nauru è posizionato nell'area sud-occidentale dell'isola, la più densamente popolata, a cavallo dei distretti di Yaren e di Boe, e occupa una consistente porzione del territorio nazionale (esteso appena 21 km²).
La zona è spesso sferzata da forti venti occidentali che rende difficile mantenere un assetto corretto in fase di atterraggio, mentre le manovre a terra sono rese potenzialmente pericolose dalla strada carrabile che taglia in due i raccordi tra la pista e il parcheggio, la Island Ring Road (il cui traffico veicolare viene bloccato mentre vi è un aereo in rullaggio: allo scopo qui è installato l'unico semaforo stradale dell'isola). Curioso è anche il fatto che i palazzi del governo e del Parlamento nauruano si trovano nella stretta fascia costiera fra la pista e l'Oceano Pacifico.

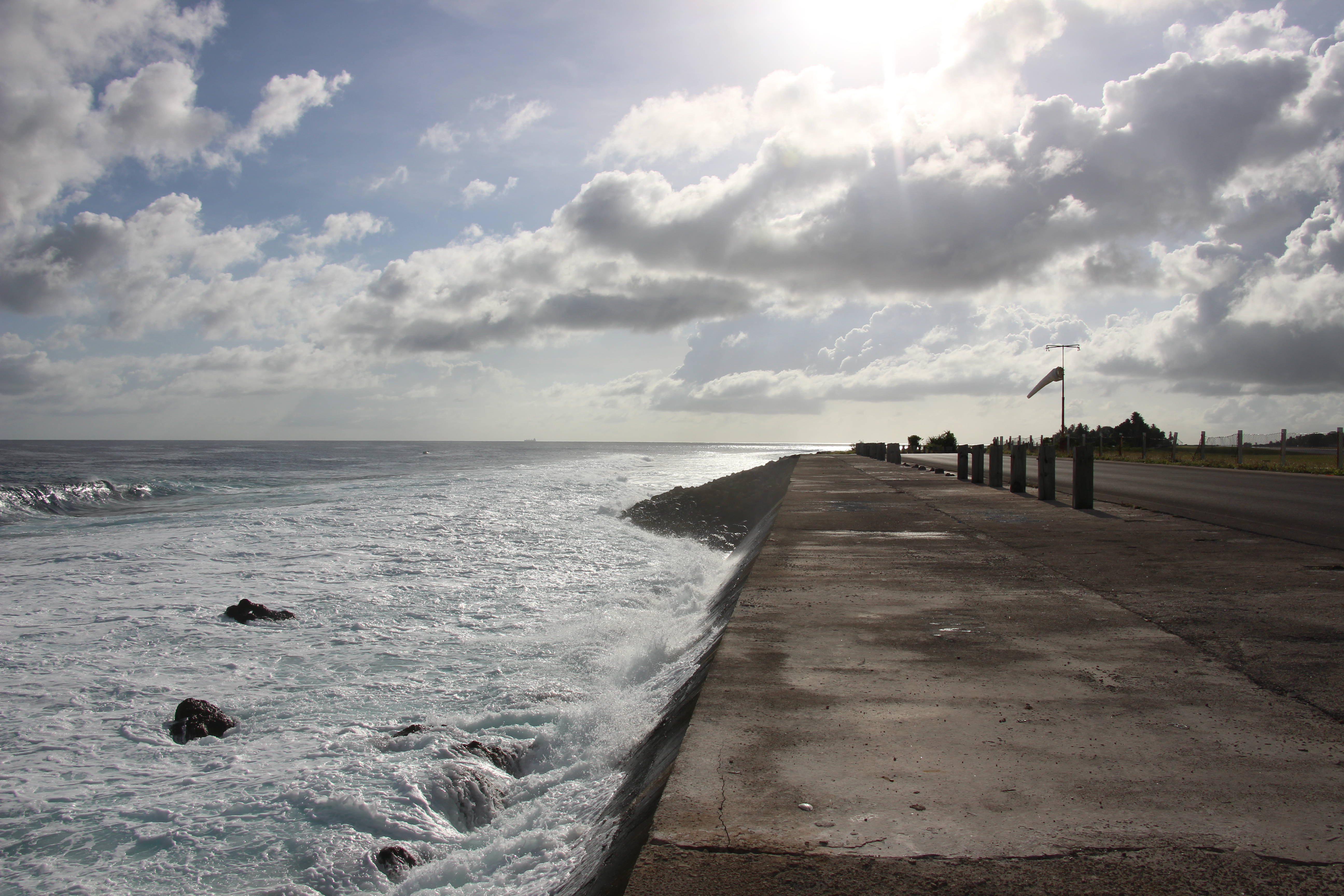
I blocchi di cemento che proteggono dall'erosione il prolungamento artificiale della pista.

Nel 1992 la pista venne allungata di 100 m in corrispondenza della testata 30, prosciugando artificialmente un tratto di mare e cavando 90.000 metri cubi di corallo e calcare, che furono poi sversati nell'oceano. A seguito di tale intervento, la summenzionata estremità della pista si è venuta tuttavia a trovare in una zona caratterizzata da forte moto ondoso, che tende ad eroderne il basamento e ne minaccia la stabilità. Si è successivamente provveduto a collocare dei grossi blocchi di cemento per rinforzare i bordi di questa struttura e dissipare la forza del moto ondoso.

## Infrastrutture ed operatività

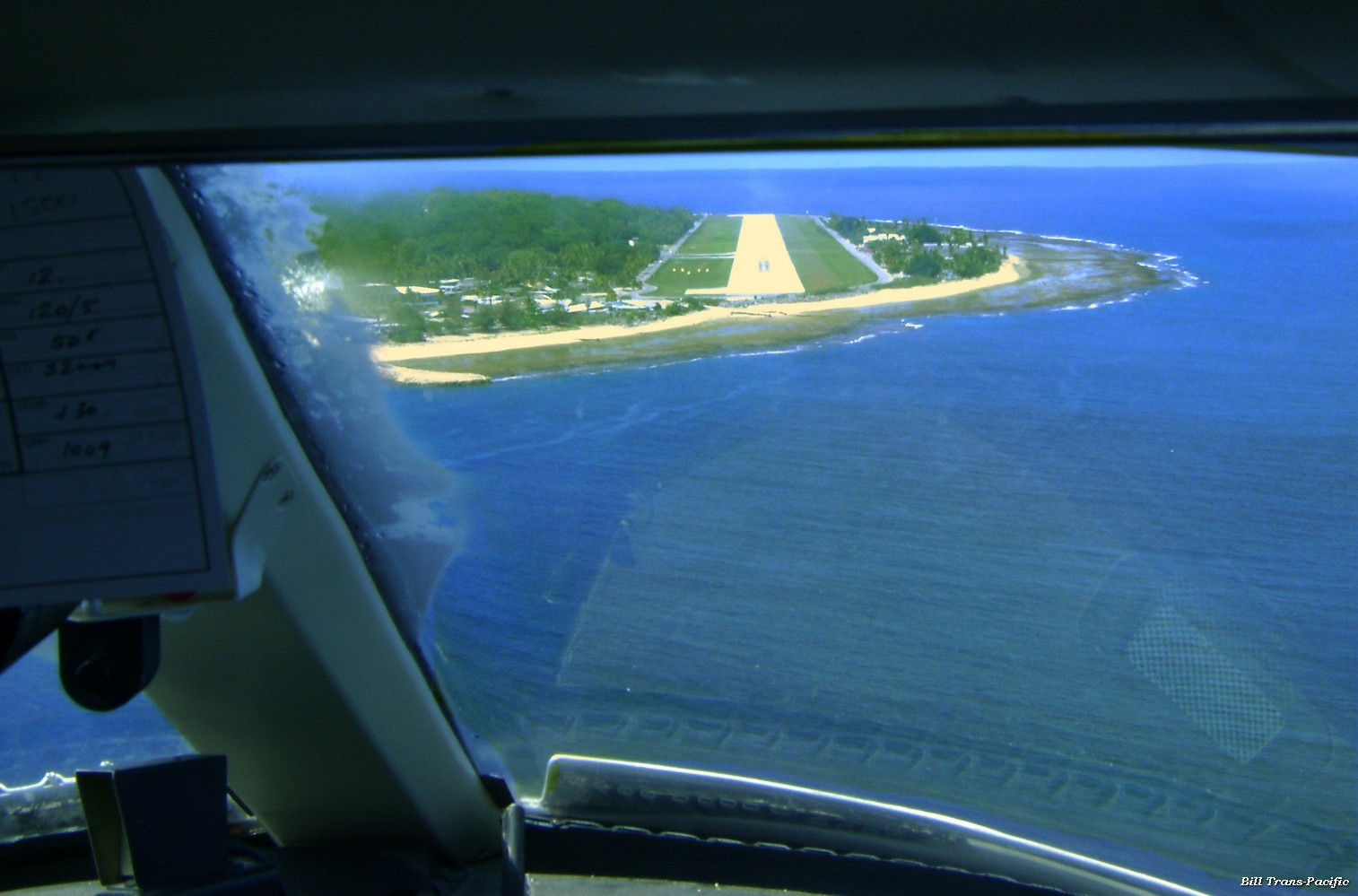
La pista vista da un aereo in avvicinamento

L'aeroporto è dotato di un'unica pista, in asfalto, lunga 2150 m e larga 45 m, orientata 30/12, che permette l'atterraggio di voli di linea a medio raggio. Dispone di un terminal dotato di tre banchi per il check-in e di due gate d'imbarco. Vi è anche a disposizione un piccolo terminal cargo.

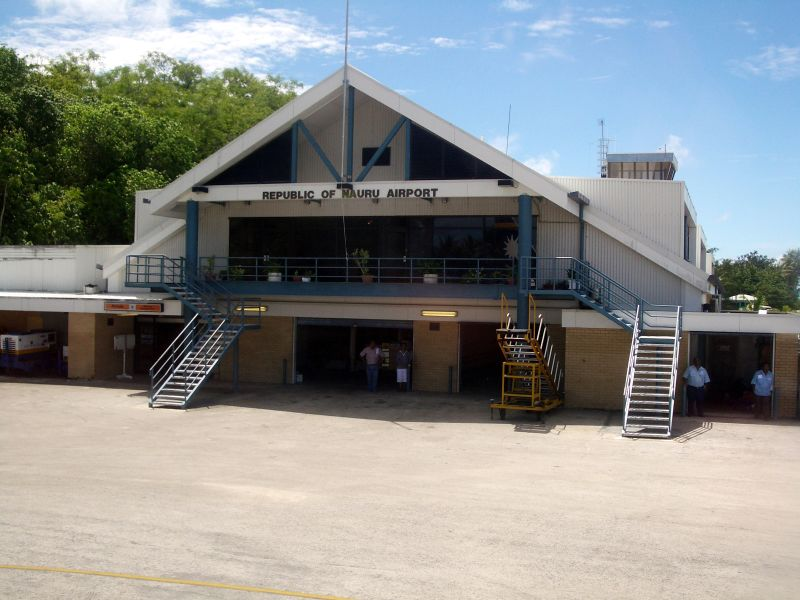
L'aerostazione

L'aeroporto è dotato di ausili alla navigazione VOR-DME e NDB; molte sono comunque le criticità, quali la lunghezza della pista, appena sufficiente per aerei come il Boeing 737, che si trovano dunque a manovrare in condizioni limite (il decollo avviene in genere partendo con i freni inseriti, per poi rilasciarli dopo aver lasciato girare per qualche istante i motori al massimo della potenza - allo scopo di accelerare il più rapidamente possibile - mentre l'atterraggio avviene a velocità molto basse, prossime allo stallo, per decelerare in tempo altrettanto ridotto). Ciò significa che qualora sorgano problemi la decisione di interrompere il decollo o fare una riattaccata dev'essere presa con estrema sollecitudine, pena il rischio di terminare la pista e (in ultima analisi) cadere in mare o sbattere contro i già citati muri di protezione dalle onde. Un altro fattore di rischio è costituito dalla distanza dalle altre infrastrutture aeroportuali: la più vicina è l'aeroporto di Bonriki, nell'arcipelago di Kiribati, che si trova a 830 km. La più vicina terra emersa è invece l'isoletta di Banaba, distante 298 km, che tuttavia è sprovvista di aviosuperficie.
Per tutti questi motivi è di vitale importanza controllare costantemente il livello di carburante, per evitare di restare a secco in volo, e più in generale il peso dei velivoli, in quanto un carico eccessivo potrebbe egualmente impedire il decollo o l'atterraggio.